# Aeroportul Internațional Daniel Oduber Quirós
Aeroportul Internațional Daniel Oduber Quirós (IATA: LIR, ICAO: MRLB) este un aeroport din Liberia, Costa Rica, Liberia Canton⁠(d), Provincia Guanacaste, Costa Rica ce deservește zona Liberia, Costa Rica. Aeroportul a fost tranzitat în 2021 de 827.000 de pasageri. A fost numit după Daniel Oduber Quirós⁠(d).
Situat la o altitudine de 82 m, aeroportul dispune de 1 pistă.

## Infrastructură

### Piste
Aeroportul dispune de o singură pistă. Pista 07/25 are suprafața de asfalt și dimensiunile 2.750 m × 45 m. 